# Großer Preis von Italien 2009
Der Große Preis von Italien 2009 (offiziell Formula 1 Gran Premio Santander d’Italia 2009) fand am 13. September auf dem Autodromo Nazionale Monza in Monza statt und war das 13. Rennen der Formel-1-Weltmeisterschaft 2009.

## Berichte

### Hintergrund
Nach dem Großen Preis von Belgien führte Jenson Button in der Fahrerwertung mit 16 Punkten vor Rubens Barrichello und mit 19 Punkten vor Sebastian Vettel. In der Konstrukteurswertung führte Brawn-Mercedes mit 23,5 Punkten vor Red Bull-Renault und mit 72 Punkten vor Ferrari.

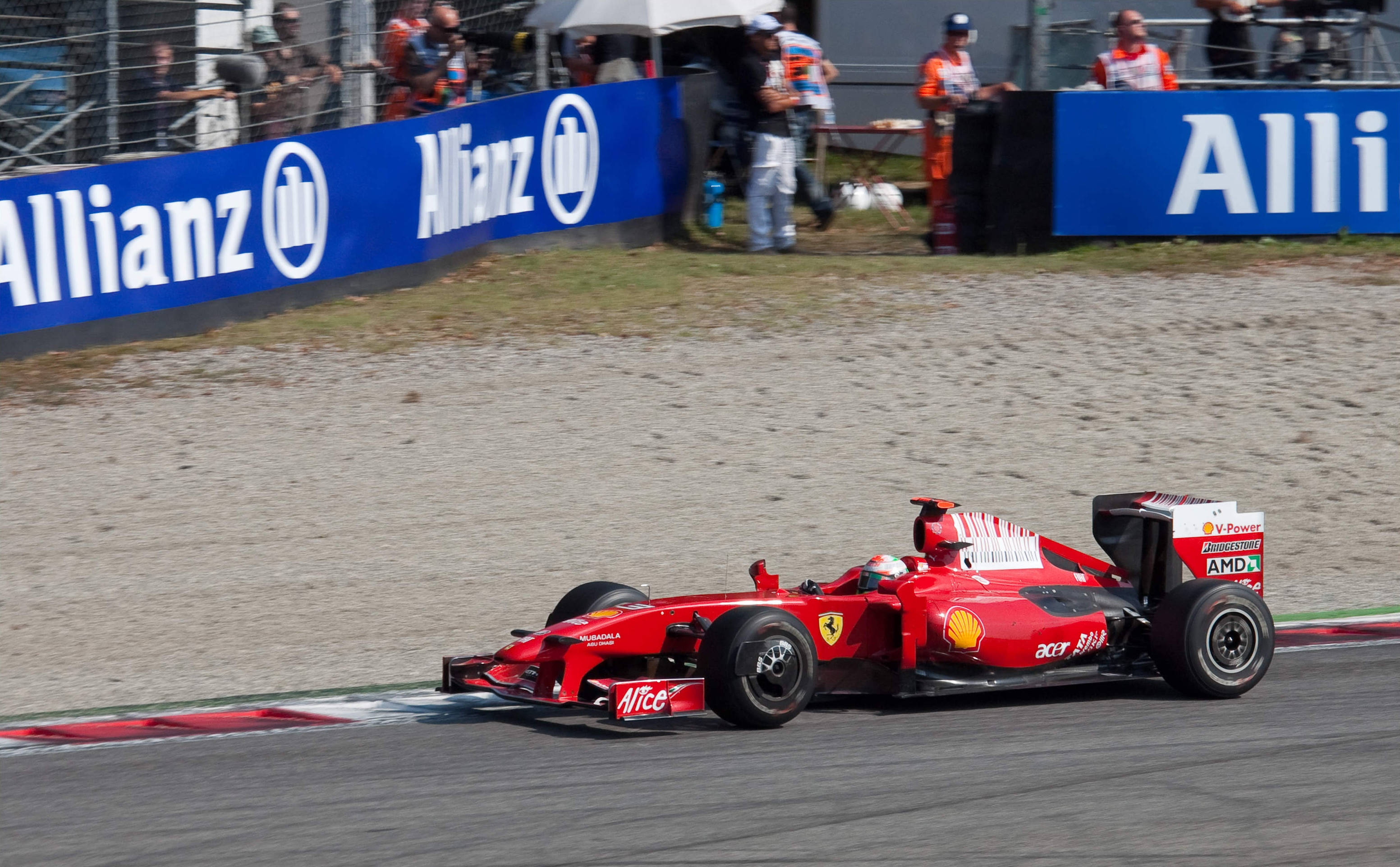
Giancarlo Fisichella gab sein Ferrari-Debüt bei seinem 225. Grand Prix in der Formel 1

Vor dem Rennwochenende gab es zwei Fahrerwechsel: Bei Ferrari wurde Luca Badoer nach zwei erfolglosen Rennen durch Giancarlo Fisichella ersetzt. Dieser wurde bei Force-India durch den bisherigen Ersatzfahrer Vitantonio Liuzzi, der zuletzt 2007 ein Formel-1-Rennen fuhr, ersetzt.
Erstmals seit dem Großen Preis von Bahrain setzte Renault wieder KERS ein. Zusammen mit McLaren und Ferrari gingen sechs Boliden mit diesem System an den Start.
Mit Barrichello (zweimal), Fernando Alonso und Vettel (jeweils einmal) traten drei ehemalige Sieger zu diesem Grand Prix an.

### Training
Die schnellste Runde im ersten freien Training erzielte McLaren-Pilot Lewis Hamilton vor seinem Teamkollegen Heikki Kovalainen und Adrian Sutil im Force-India.
Im zweiten freien Training setzte sich Force-India-Pilot Sutil an die Spitze des Feldes. Die Plätze zwei und drei belegten die Renault-Piloten Romain Grosjean und Alonso.
Am Samstag fuhr Sutil im dritten freien Training erneut die schnellste Zeit. Auf den Plätzen hinter ihm lagen Button und Nick Heidfeld.

### Qualifying
Das Qualifying bestand aus drei Teilen mit einer Nettolaufzeit von 45 Minuten. Im ersten Qualifying-Segment (Q1) hatten die Fahrer 18 Minuten Zeit, um sich für das Rennen zu qualifizieren. Die besten 15 Fahrer erreichten den nächsten Teil. Kimi Räikkönen war Schnellster. Beide Toro Rosso-Piloten, beide Williams-Fahrer und Timo Glock schieden aus.
Der zweite Abschnitt (Q2) dauerte 15 Minuten. Die schnellsten zehn Piloten qualifizierten sich für den dritten Teil des Qualifyings. Button fuhr nun die schnellste Runde. Fisichella, Grosjean, Jarno Trulli im Toyota und die BMW-Sauber-Fahrer (beide hatten einen Motorschaden) schieden aus.
Der letzte Abschnitt (Q3) ging über eine Zeit von zwölf Minuten, in denen die ersten zehn Startpositionen vergeben wurden. Hamilton fuhr die Bestzeit und sicherte sich so die Pole-Position. Es war die 15. Pole für Hamilton insgesamt und die zweite der Saison. Sutil und Räikkönen folgten auf den Plätzen zwei und drei. Nach Bekanntgabe der Startgewichte wurde klar, dass die drei Führenden die leichtesten Piloten im Feld waren.

### Rennen

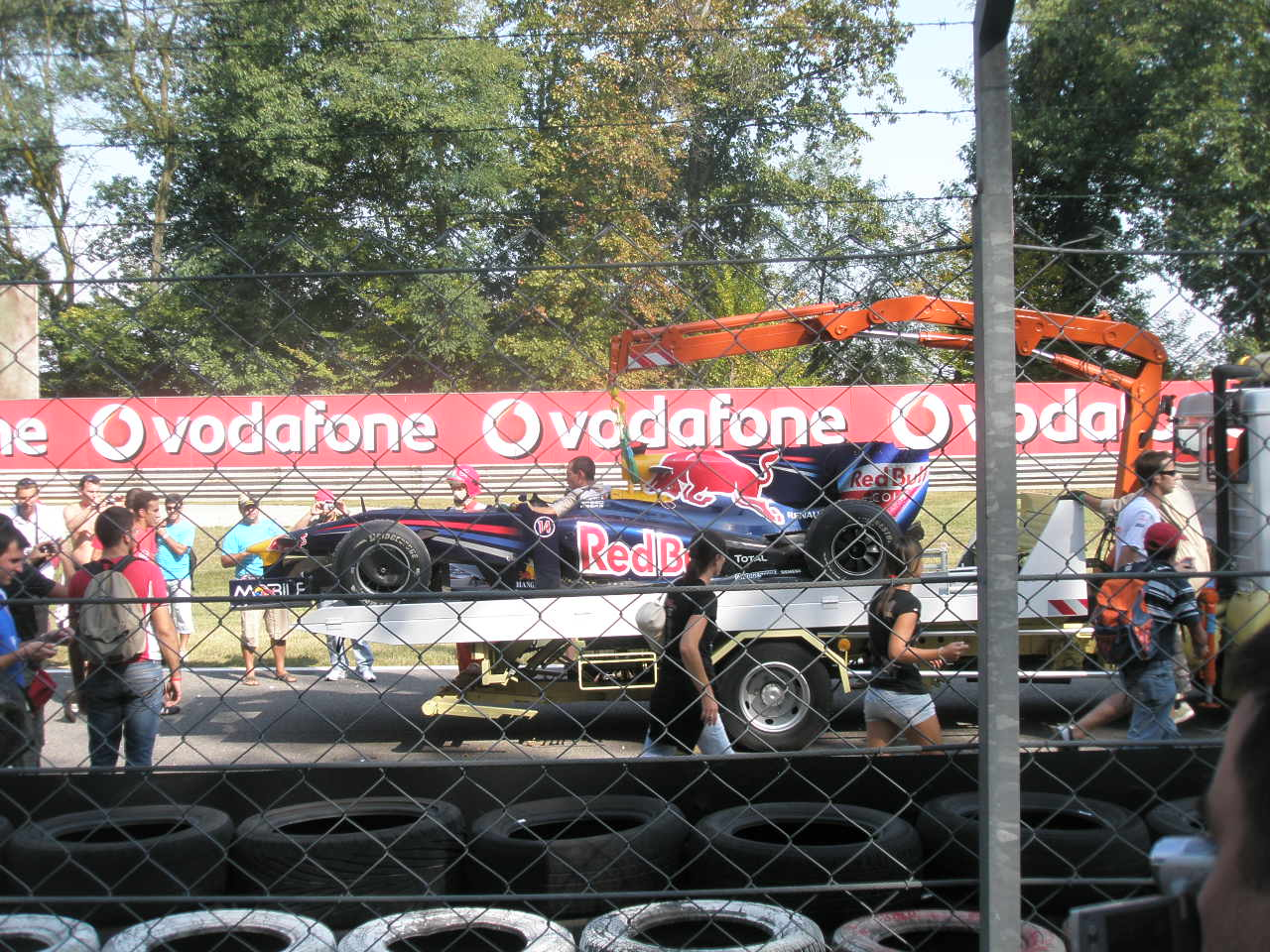
Abtransport des Boliden von Mark Webber

Räikkönen, dessen Ferrari über KERS verfügte, hatte einen guten Start. Da er allerdings kurz von der Strecke abkam, konnte er den von der Pole-Position startenden Hamilton nicht überholen. An Sutil kam er allerdings vorbei. Weniger gut startete Kovalainen, der früh von den beiden Brawns überholt wurde. In der Variante della Roggia berührte Robert Kubica mit seinem Frontflügel Mark Webbers Red Bull: Während Kubica vorerst weiterfahren konnte, musste Webber das Rennen schon in der ersten Runde beenden. In den ersten Runden gab es einige Duelle auf der Strecke. Während Hamilton vorne wegfahren konnte, wurde sein Teamkollege Kovalainen auch von Liuzzi und Alonso, der zuvor an Vettel vorbeigefahren war, überholt.
Vettel wurde darüber hinaus auch noch von Kubica überholt, musste aber nicht lange hinter ihm bleiben, da der Pole wegen eines defekten Frontflügels die schwarz-orange Flagge, die einen Reparaturstopp anordnet, sah und in die Box musste. Räikkönen konnte Hamiltons Tempo nicht mitgehen, blieb aber vor dem Force India von Sutil, der mit dem Ferrari mithalten konnte. Auch Sutils Teamkollege Liuzzi, der im Gegensatz zu Sutil auf einer Ein-Stopp-Strategie setzte, war als Sechster vorne unterwegs und hielt Alonso hinter sich.
Wie erwartet kam Hamilton als Erster zu seinem regulären Boxenstopp und musste die Führung an Räikkönen abgeben. Kurze Zeit später musste Kubica das Rennen wegen eines Öllecks aufgeben. Nachdem auch Räikkönen an der Box war, lagen die Brawns angeführt von Barrichello in Führung. Räikkönen, der später als Sutil stoppte, blieb auch nach dem Boxenstopp vor dem Deutschen und kam zwischen Liuzzi und Alonso zurück auf die Strecke.

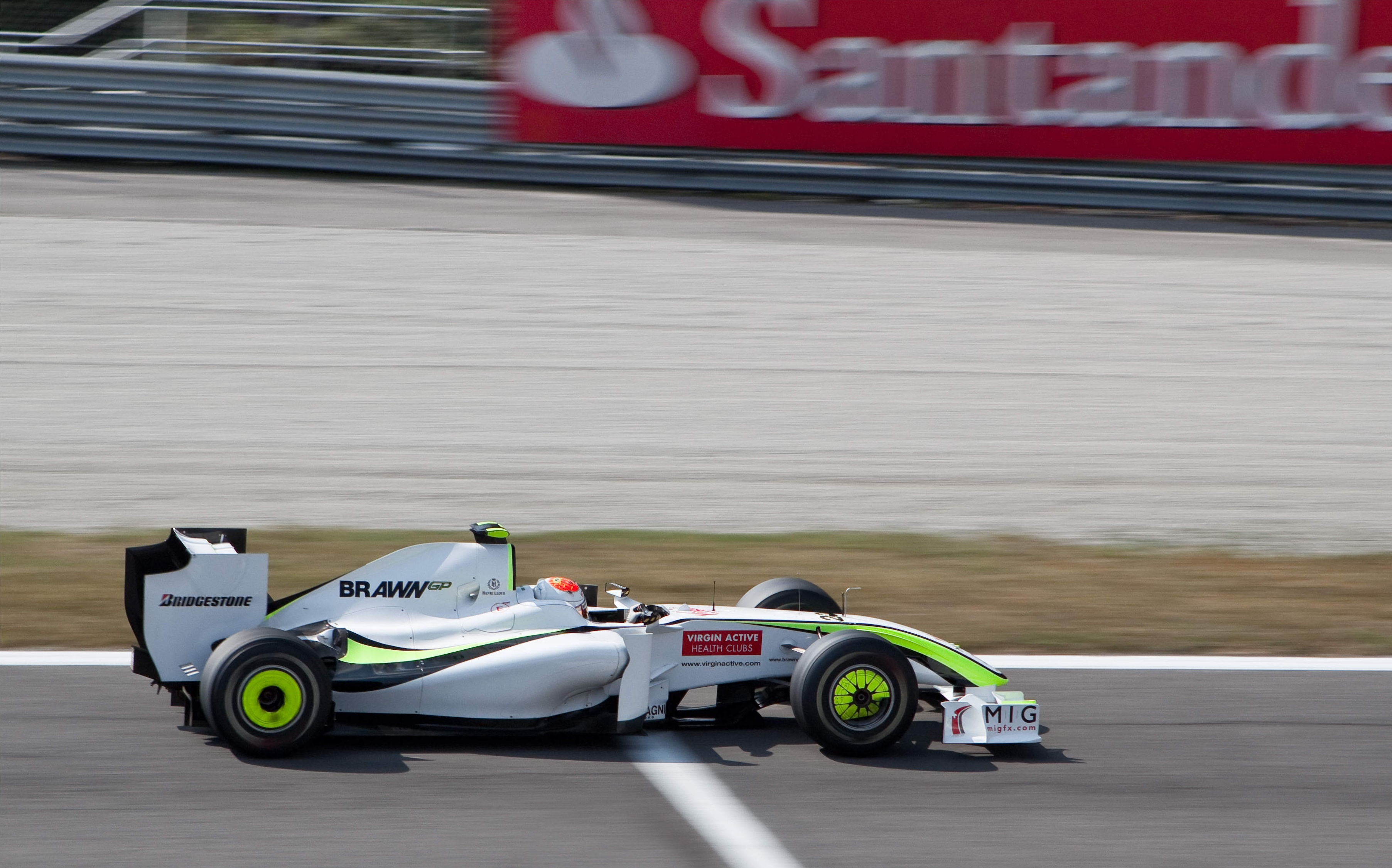
Rubens Barrichello gewann in Italien mit einer Ein-Stopp-Strategie

Nachdem die Fahrer mit einer Zwei-Stopp-Strategie ihren ersten Boxenstopp absolviert hatten, fiel Toro Rosso-Pilot Jaime Alguersuari mit Getriebeproblemen aus. Die Brawn-Piloten diktierten an der Spitze das Tempo und bauten ihren Vorsprung auf Hamilton und die anderen Verfolger aus. In der 23. Runde musste auch Lokalmatador Liuzzi mit Getriebeproblemen aufgeben. Trotzdem überzeugte Liuzzi bei seiner Rückkehr nach fast zwei Jahren als Testfahrer.

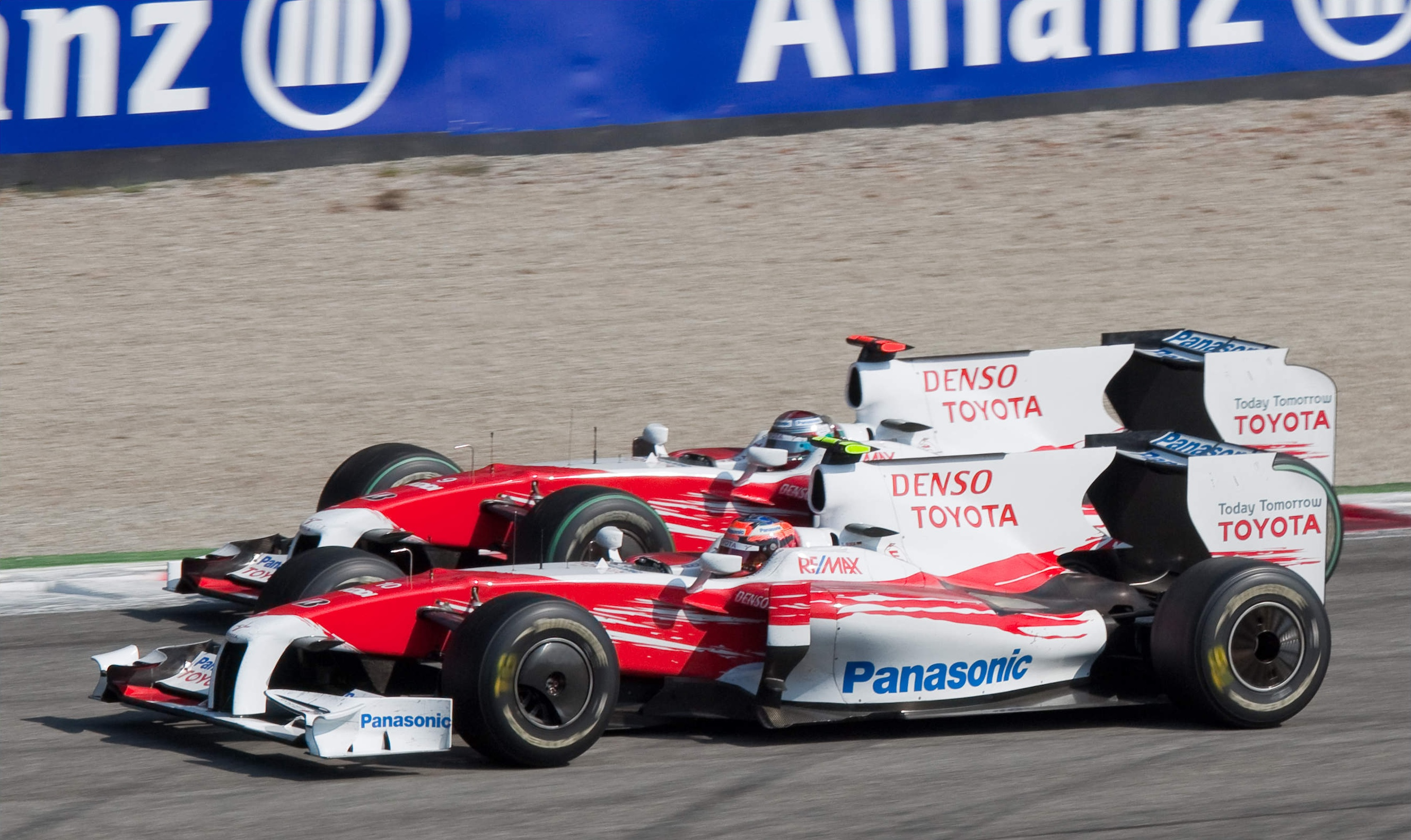
Teaminternes Duell der Toyota-Piloten Timo Glock und Jarno Trulli

Nachdem Button und Barrichello ihren einzigen Stopp absolviert hatten, lag Hamilton vor Räikkönen und Sutil erneut in Führung. Der McLaren-Pilot versuchte mit schnellen Runden seinen Vorsprung auf die Brawns, die mit einer anderen Strategie unterwegs waren, auszubauen. Allerdings reichte sein Vorsprung bei seinem zweiten Stopp nicht aus und er kam hinter Barrichello und Button zurück auf die Strecke. Räikkönen, der zwischenzeitlich wieder die Führung übernahm, kam in derselben Runde wie Sutil, der in Schlagdistanz zum Finnen lag, an die Box. Während Räikkönen Probleme beim Losfahren hatte, stoppte Sutil zu spät. Beide verloren in etwa gleich viel Zeit und so blieb Räikkönen vor Sutil. Die Führung übernahm wieder Barrichello.
Zum Ende des Rennens sorgten die Toyota-Piloten, die außerhalb der ersten Zehn waren, für interne Duelle, bei denen sich schließlich Glock durchsetzen konnte. Auch Hamilton machte weiterhin Druck auf die vor ihm fahrenden Brawn-Piloten und holte den Rückstand auf Button auf. In der letzten Runde, flog Hamilton zwischen den Lesmo-Kurven ab und löste eine Safety-Car-Phase aus. Somit musste Barrichello sein Auto nur noch ins Ziel fahren und gewann das Rennen vor seinem Teamkollegen Button. Den dritten Platz erbte Räikkönen, der bis zum Schluss Sutil hinter sich halten konnte. Der Deutsche erzielte als Vierter sein bestes Resultat in der Formel 1. Die weiteren Punkte gingen an Alonso, Kovalainen, Heidfeld und Vettel.
Die Red-Bull-Piloten waren in der Fahrerwertung die großen Verlierer des Wochenendes, da Button und Barrichello ihren Vorsprung auf sie ausbauen konnten.

## Meldeliste
| Team                      | Nr. | Fahrer               | Chassis           | Motor                | Reifen |
| ------------------------- | --- | -------------------- | ----------------- | -------------------- | ------ |
| Vodafone McLaren Mercedes | 01  | Lewis Hamilton       | McLaren MP4-24    | Mercedes-Benz 2.4 V8 | B      |
| Vodafone McLaren Mercedes | 02  | Heikki Kovalainen    | McLaren MP4-24    | Mercedes-Benz 2.4 V8 | B      |
| Scuderia Ferrari Marlboro | 03  | Giancarlo Fisichella | Ferrari F60       | Ferrari 2.4 V8       | B      |
| Scuderia Ferrari Marlboro | 04  | Kimi Räikkönen       | Ferrari F60       | Ferrari 2.4 V8       | B      |
| BMW Sauber F1 Team        | 05  | Robert Kubica        | BMW Sauber F1.09  | BMW 2.4 V8           | B      |
| BMW Sauber F1 Team        | 06  | Nick Heidfeld        | BMW Sauber F1.09  | BMW 2.4 V8           | B      |
| ING Renault F1 Team       | 07  | Fernando Alonso      | Renault R29       | Renault 2.4 V8       | B      |
| ING Renault F1 Team       | 08  | Romain Grosjean      | Renault R29       | Renault 2.4 V8       | B      |
| Panasonic Toyota Racing   | 09  | Jarno Trulli         | Toyota TF109      | Toyota 2.4 V8        | B      |
| Panasonic Toyota Racing   | 10  | Timo Glock           | Toyota TF109      | Toyota 2.4 V8        | B      |
| Scuderia Toro Rosso       | 11  | Jaime Alguersuari    | Toro Rosso STR4   | Ferrari 2.4 V8       | B      |
| Scuderia Toro Rosso       | 12  | Sébastien Buemi      | Toro Rosso STR4   | Ferrari 2.4 V8       | B      |
| Red Bull Racing           | 14  | Mark Webber          | Red Bull RB5      | Renault 2.4 V8       | B      |
| Red Bull Racing           | 15  | Sebastian Vettel     | Red Bull RB5      | Renault 2.4 V8       | B      |
| AT&T Williams             | 16  | Nico Rosberg         | Williams FW31     | Toyota 2.4 V8        | B      |
| AT&T Williams             | 17  | Kazuki Nakajima      | Williams FW31     | Toyota 2.4 V8        | B      |
| Force India F1 Team       | 20  | Adrian Sutil         | Force India VJM02 | Mercedes-Benz 2.4 V8 | B      |
| Force India F1 Team       | 21  | Vitantonio Liuzzi    | Force India VJM02 | Mercedes-Benz 2.4 V8 | B      |
| Brawn GP Formula 1 Team   | 22  | Jenson Button        | Brawn BGP 001     | Mercedes-Benz 2.4 V8 | B      |
| Brawn GP Formula 1 Team   | 23  | Rubens Barrichello   | Brawn BGP 001     | Mercedes-Benz 2.4 V8 | B      |

Anmerkungen
1. ↑  Die Startnummern 18 und 19 wurden wegen des Rückzugs des Honda-Teams nicht vergeben. Das Nachfolgeteam Brawn GP bekam als Neuling traditionell die letzten Startnummern, das Team Force India rückte aus Marketinggründen nicht auf.

## Klassifikationen

### Qualifying
| Pos. | Fahrer               | Konstrukteur         | Q1       | Q2       | Q3       | Start |
| ---- | -------------------- | -------------------- | -------- | -------- | -------- | ----- |
| 01   | Lewis Hamilton       | McLaren-Mercedes (K) | 1:23,375 | 1:22,973 | 1:24,066 | 01    |
| 02   | Adrian Sutil         | Force India-Mercedes | 1:23,576 | 1:23,070 | 1:24,261 | 02    |
| 03   | Kimi Räikkönen       | Ferrari (K)          | 1:23,349 | 1:23,426 | 1:24,523 | 03    |
| 04   | Heikki Kovalainen    | McLaren-Mercedes (K) | 1:23,515 | 1:23,528 | 1:24,845 | 04    |
| 05   | Rubens Barrichello   | Brawn-Mercedes       | 1:23,483 | 1:22,976 | 1:25,015 | 05    |
| 06   | Jenson Button        | Brawn-Mercedes       | 1:23,403 | 1:22,955 | 1:25,030 | 06    |
| 07   | Vitantonio Liuzzi    | Force India-Mercedes | 1:23,578 | 1:23,207 | 1:25,043 | 07    |
| 08   | Fernando Alonso      | Renault (K)          | 1:23,708 | 1:23,497 | 1:25,072 | 08    |
| 09   | Sebastian Vettel     | Red Bull-Renault     | 1:23,558 | 1:23,545 | 1:25,180 | 09    |
| 10   | Mark Webber          | Red Bull-Renault     | 1:23,755 | 1:23,273 | 1:25,314 | 10    |
| 11   | Jarno Trulli         | Toyota               | 1:24,014 | 1:23,611 | –        | 11    |
| 12   | Romain Grosjean      | Renault (K)          | 1:23,975 | 1:23,728 | –        | 12    |
| 13   | Robert Kubica        | BMW Sauber           | 1:24,001 | 1:23,866 | –        | 13    |
| 14   | Giancarlo Fisichella | Ferrari (K)          | 1:23,828 | 1:23,901 | –        | 14    |
| 15   | Nick Heidfeld        | BMW Sauber           | 1:23,584 | 1:24,275 | –        | 15    |
| 16   | Timo Glock           | Toyota               | 1:24,036 | –        | –        | 16    |
| 17   | Kazuki Nakajima      | Williams-Toyota      | 1:24,074 | –        | –        | 17    |
| 18   | Nico Rosberg         | Williams-Toyota      | 1:24,121 | –        | –        | 18    |
| 19   | Sébastien Buemi      | Toro Rosso-Ferrari   | 1:24,220 | –        | –        | 19    |
| 20   | Jaime Alguersuari    | Toro Rosso-Ferrari   | 1:24,951 | –        | –        | Box   |

Anmerkungen
(K) = Rennwagen mit KERS
1. ↑  Alguersuari hätte wegen eines Getriebewechsels um fünf Startplätze zurückversetzt werden müssen, qualifizierte sich jedoch als 20. und Letzter, wodurch die Strafe obsolet wurde. Er startete aus der Boxengasse.

### Rennen
| Pos. | Fahrer               | Konstrukteur         | Runden | Stopps | Zeit        | Start | Schnellste Runde |
| ---- | -------------------- | -------------------- | ------ | ------ | ----------- | ----- | ---------------- |
| 01   | Rubens Barrichello   | Brawn-Mercedes       | 53     | 1      | 1:16:21,706 | 05    | 1:24,967 (48.)   |
| 02   | Jenson Button        | Brawn-Mercedes       | 53     | 1      | + 2,866     | 06    | 1:24,935 (46.)   |
| 03   | Kimi Räikkönen       | Ferrari (K)          | 53     | 2      | + 30,664    | 03    | 1:24,761 (36.)   |
| 04   | Adrian Sutil         | Force India-Mercedes | 53     | 2      | + 31,131    | 02    | 1:24,739 (36.)   |
| 05   | Fernando Alonso      | Renault (K)          | 53     | 1      | + 59,182    | 08    | 1:25,199 (50.)   |
| 06   | Heikki Kovalainen    | McLaren-Mercedes (K) | 53     | 1      | + 1:00,693  | 04    | 1:25,109 (51.)   |
| 07   | Nick Heidfeld        | BMW Sauber           | 53     | 1      | + 1:22,412  | 15    | 1:25,488 (30.)   |
| 08   | Sebastian Vettel     | Red Bull-Renault     | 53     | 1      | + 1:25,407  | 09    | 1:25,194 (50.)   |
| 09   | Giancarlo Fisichella | Ferrari (K)          | 53     | 1      | + 1:26,856  | 14    | 1:25,498 (28.)   |
| 10   | Kazuki Nakajima      | Williams-Toyota      | 53     | 1      | + 2:42,163  | 17    | 1:25,976 (51.)   |
| 11   | Timo Glock           | Toyota               | 53     | 1      | + 2:43,925  | 16    | 1:25,751 (50.)   |
| 12   | Lewis Hamilton       | McLaren-Mercedes (K) | 52     | 2      | DNF         | 01    | 1:24,802 (52.)   |
| 13   | Sébastien Buemi      | Toro Rosso-Ferrari   | 52     | 1      | + 1 Runde   | 19    | 1:25,564 (50.)   |
| 14   | Jarno Trulli         | Toyota               | 52     | 1      | + 1 Runde   | 11    | 1:25,700 (49.)   |
| 15   | Romain Grosjean      | Renault (K)          | 52     | 1      | + 1 Runde   | 12    | 1:25,609 (51.)   |
| 16   | Nico Rosberg         | Williams-Toyota      | 51     | 3      | + 2 Runden  | 18    | 1:25,901 (50.)   |
| –    | Vitantonio Liuzzi    | Force India-Mercedes | 22     | 0      | DNF         | 07    | 1:26,041 (22.)   |
| –    | Jaime Alguersuari    | Toro Rosso-Ferrari   | 19     | 0      | DNF         | Box   | 1:27,846 (17.)   |
| –    | Robert Kubica        | BMW Sauber           | 15     | 1      | DNF         | 13    | 1:27,819 (12.)   |
| –    | Mark Webber          | Red Bull-Renault     | 0      | 0      | DNF         | 10    | –                |

Anmerkungen
(K) = Rennwagen mit KERS

## WM-Stände nach dem Rennen
Die ersten acht des Rennens bekamen 10, 8, 6, 5, 4, 3, 2 bzw. 1 Punkt(e).

### Fahrerwertung
| Pos. | Fahrer             | Konstrukteur     | Punkte |
| ---- | ------------------ | ---------------- | ------ |
| 01   | Jenson Button      | Brawn-Mercedes   | 80,0   |
| 02   | Rubens Barrichello | Brawn-Mercedes   | 66,0   |
| 03   | Sebastian Vettel   | Red Bull-Renault | 54,0   |
| 04   | Mark Webber        | Red Bull-Renault | 51,5   |
| 05   | Kimi Räikkönen     | Ferrari          | 40,0   |
| 06   | Nico Rosberg       | Williams-Toyota  | 30,5   |
| 07   | Lewis Hamilton     | McLaren-Mercedes | 27,0   |
| 08   | Jarno Trulli       | Toyota           | 22,5   |
| 09   | Felipe Massa       | Ferrari          | 22,0   |
| 10   | Heikki Kovalainen  | McLaren-Mercedes | 20,0   |
| 11   | Fernando Alonso    | Renault          | 20,0   |
| 12   | Timo Glock         | Toyota           | 16,0   |

| Pos. | Fahrer               | Konstrukteur                   | Punkte |
| ---- | -------------------- | ------------------------------ | ------ |
| 13   | Nick Heidfeld        | BMW Sauber                     | 12,0   |
| 14   | Giancarlo Fisichella | Force India-Mercedes / Ferrari | 8,0    |
| 15   | Robert Kubica        | BMW Sauber                     | 8,0    |
| 16   | Adrian Sutil         | Force India-Mercedes           | 5,0    |
| 17   | Sébastien Buemi      | Toro Rosso-Ferrari             | 3,0    |
| 18   | Sébastien Bourdais   | Toro Rosso-Ferrari             | 2,0    |
| 19   | Kazuki Nakajima      | Williams-Toyota                | 0,0    |
| 20   | Nelson Piquet jr.    | Renault                        | 0,0    |
| 21   | Luca Badoer          | Ferrari                        | 0,0    |
| 22   | Romain Grosjean      | Renault                        | 0,0    |
| 23   | Jaime Alguersuari    | Toro Rosso-Ferrari             | 0,0    |
| 24   | Vitantonio Liuzzi    | Force India-Mercedes           | 0,0    |

### Konstrukteurswertung
| Pos. | Konstrukteur     | Punkte |
| ---- | ---------------- | ------ |
| 01   | Brawn-Mercedes   | 146,0  |
| 02   | Red Bull-Renault | 105,5  |
| 03   | Ferrari          | 62,0   |
| 04   | McLaren-Mercedes | 47,0   |
| 05   | Toyota           | 38,5   |

| Pos. | Konstrukteur         | Punkte |
| ---- | -------------------- | ------ |
| 06   | Williams-Toyota      | 30,5   |
| 07   | BMW Sauber           | 20,0   |
| 08   | Renault              | 20,0   |
| 09   | Force India-Mercedes | 13,0   |
| 10   | Toro Rosso-Ferrari   | 5,0    |